# Ella Maillart

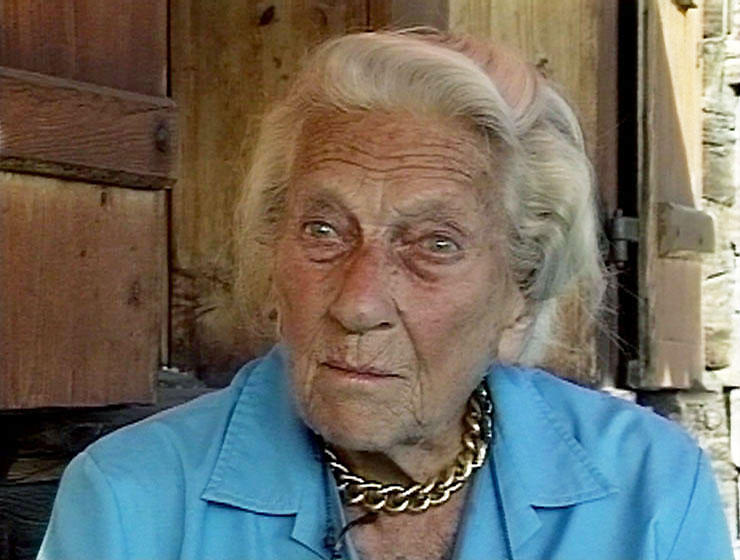
Ella Maillart im Jahre 1992 in Chandolin

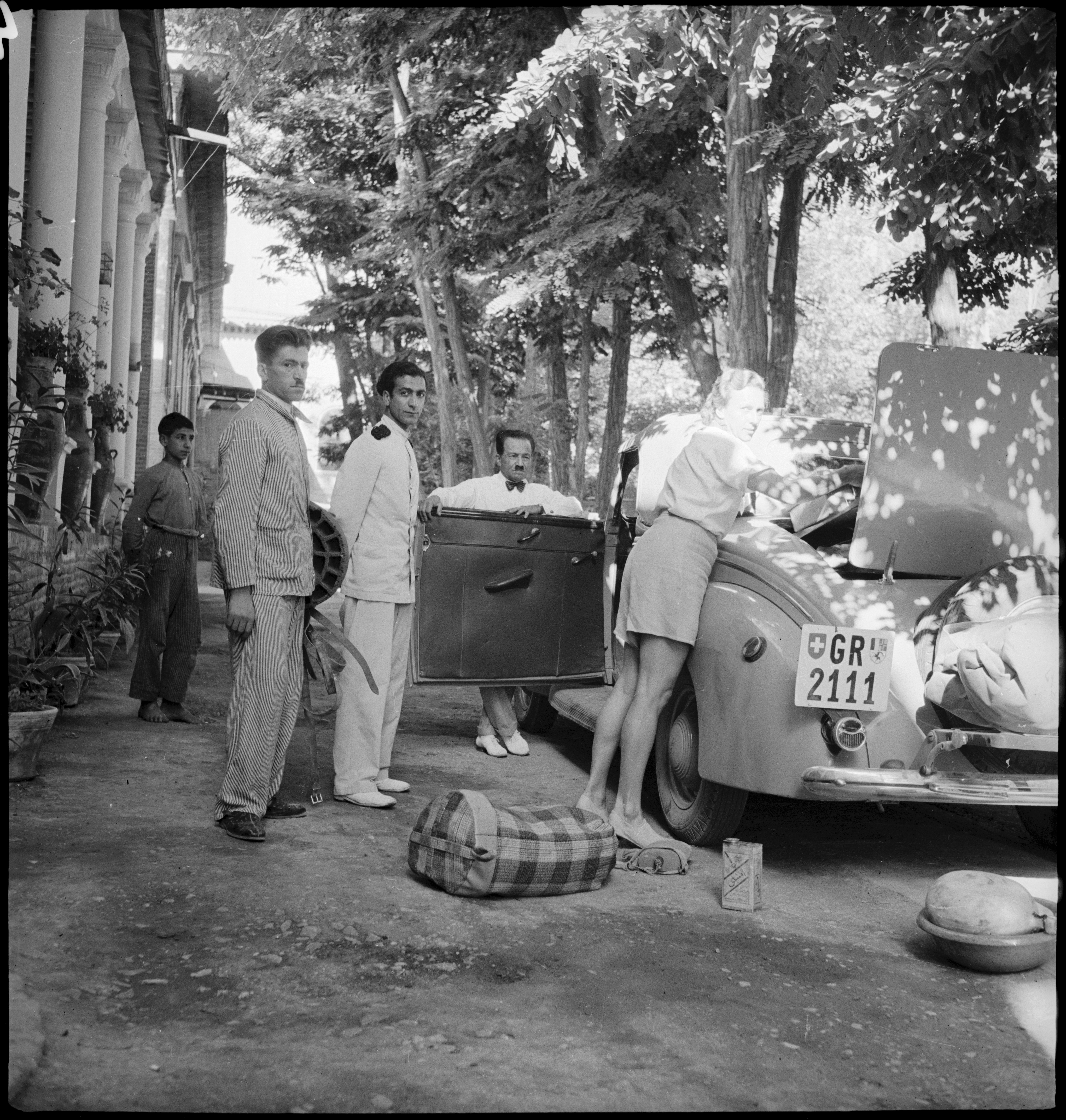
Ella Maillart im Iran, fotografiert von Annemarie Schwarzenbach

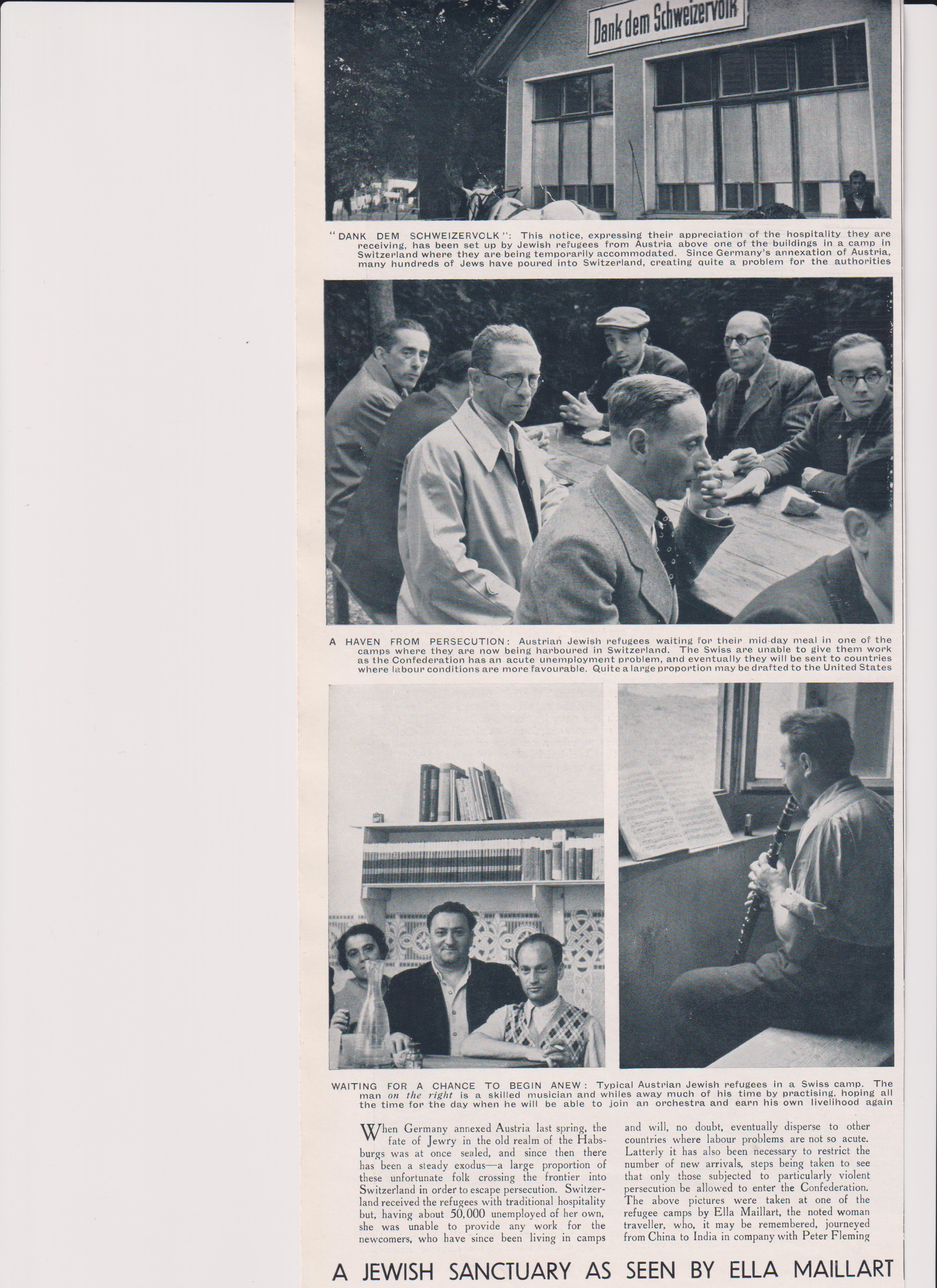
Ella Maillart berichtet für The Sphere über die Schweiz als humanitäres Gastgeberland für jüdische Flüchtlinge aus Österreich, 1. Oktober 1938

Ella Maillart (* 20. Februar 1903 in Genf; † 27. März 1997 in Chandolin, Kanton Wallis) war eine Schweizer Sportlerin, Reiseschriftstellerin und Fotografin. Sie war eine herausragende Schweizer Reisepionierin des 20. Jahrhunderts. Noch Anfang der 1950er Jahre galt sie als «einzige Forschungsreisende Europas». Bekannt ist Maillarts Reise, die sie 1939 gemeinsam mit der Schweizer Schriftstellerin, Journalistin und Fotografin Annemarie Schwarzenbach unternahm.

## Leben
Ella Maillart genannt „Kini“ kam als einziges Kind von Paul Maillart (1866–1936), einem wohlhabenden Genfer Pelzhändler, und von Marie Dagmar geb. Kliim (1874–1957), einer dänischen Sportlerin, zur Welt. Ihre sportlichen Eltern begeisterten Maillart schon in früher Jugend für den Sport im Allgemeinen, insbesondere das Skilaufen in den Bergen. Weil die Geschäfte des Vaters schlecht gingen, zog die Familie 1912 in eine bescheidene Stadtwohnung. Zum Ausgleich leistete sie sich aber ein kleines Ferienhaus direkt am Genfersee, wo Maillart viel Zeit verbrachte und gemeinsam mit ihrer Freundin Miette de Saussure Segeln lernte.
1919 gründete sie den ersten Landhockey-Club für Frauen in der Westschweiz. Dies nannte sie später als Grund, weshalb sie das Gymnasium vor dem Abschluss verliess. Drei Jahre darauf segelte sie zusammen mit ihrer Freundin de Saussure durch das Mittelmeer und lernte dabei den französischen Segler Alain Gerbault kennen. In den folgenden Jahren machte sie noch weitere Segelreisen im Mittelmeer bis nach Korsika und Kreta, auf dem Atlantik und in der Nordsee. 1924 vertrat sie die Schweiz bei den Olympischen Sommerspielen in Paris im Einhandsegeln. Sie war die einzige Frau in der Schweizer Segler-Equipe. Im Austausch für eine Ausbildung in Navigation heuerte sie für einige Monate als Arbeitskraft auf einer Yacht an. Diese Zeit schilderte sie später in ihrem Buch Vagabundin des Meeres (1942). Eine gemeinsam mit de Saussure 1926 geplante Segelreise im Südpazifik zerschlug sich, weil ihre Freundin krank wurde und danach heiratete. In den folgenden Jahren verdiente Maillart ihr Geld als Schauspielerin, Modell, mit Tipparbeiten oder mit Artikeln für Genfer Zeitungen. Ein Jahr lebte sie in Berlin, wo sie unter anderem als Stuntfrau in Bergfilmen arbeitete. In dieser Zeit war sie an der Gründung des Schweizer Ski Club féminin beteiligt. 1931 war sie Mitglied der Schweizer Nationalmannschaft bei den ersten Alpinen Skiweltmeisterschaften in Mürren.
1930 unternahm sie, unterstützt von Charmian London, der Witwe Jack Londons, die sie in Berlin kennengelernt hatte, Reisen nach Moskau und in den Kaukasus, worüber sie Zeitungsartikel verfasste. 1932 erschien ihr erstes Buch über diese Erfahrungen, Parmi la jeunesse russe (deutsch Außer Kurs). Im gleichen Jahr reiste sie in das sowjetische Turkestan, Kirgisistan, Kasachstan und Usbekistan. Über diese Reise hielt sie am 3. Februar 1933 bei der Innsbrucker Skiläufervereinigung den Vortrag „Als Skifahrerin durch die Gebirge von Zentralasien (Tean Tschan)“.

„der größtes Interesse finden dürfte, zumal Frl. Maillart der Ruf einer hervorragenden Vortragsrednerin vorausgeht. Frl. Maillart hat in einer abenteuerlichen Segelfahrt mit drei Kameradinnen von Marseille bis Athen das Mittelmeer durchkreuzt und diesem kühnen Unternehmen würdig reiht sich die Asienreise der Journalistin an, auf der sie den Kirgisen einen Besuch abstattete.“

Ausserdem war sie in den Jahren 1932 bis 1934 jeweils Teil der Schweizer Nationalmannschaft bei den Alpinen Skiweltmeisterschaften in Cortina d’Ampezzo, in Innsbruck und in St. Moritz. Am 15. Februar 1934 belegte sie beim Abfahrtslauf in St. Moritz den 9. Platz und erreichte in der Mannschaftswertung mit der Schweiz den 2. Platz.
Ihr zweites Buch (Des Monts célestes aux sables rouges, deutsch Turkestan Solo) über ihre Reise in die sowjetischen Republiken erschien 1934.
1934 reiste sie im Auftrag der Pariser Zeitung Le Petit Parisien in die Mandschurei. Ein Jahr darauf unternahm sie mit dem Times-Reporter Peter Fleming eine Reise von Peking aus durch einige der entlegensten Gebiete Chinas, wie z. B. Dunganistan. Auf ihrer siebenmonatigen Reise durchquerten sie über mehr als 7000 Kilometer Nordtibet, Tsaidam, Taklamakan und das Himalaya-Gebirge und erreichten schliesslich Kaschmir. Als Transportmittel nutzten sie Lastwagen, Kamele, Pferde, Yaks oder gingen zu Fuss. Streckenweise schlossen sie sich grossen Handelskarawanen an. Diese Reise beschrieb sie in ihrem 1938 erschienenen Buch Oasis interdites. De Pékin au Cachemire (deutsch Verbotene Reise), das sie während eines Aufenthalts im Libanon geschrieben hatte.
Nach einer weiteren Reise durch Indien, Afghanistan, Iran und die Türkei (1937) lernte sie 1938 durch gemeinsame Freunde die Schweizer Schriftstellerin, Journalistin und Fotografin Annemarie Schwarzenbach kennen, die seit Jahren gegen ihre Morphiumsucht kämpfte. Sie beschlossen, gemeinsam mit dem Auto nach Afghanistan zu fahren. Maillart wollte einerseits der in Europa herrschenden Ratlosigkeit entkommen und Selbstbeherrschung gewinnen, andererseits ihre Freundin vor den Drogen retten. Die beiden Frauen brachen im Juni 1939 auf und erreichten nach zahlreichen Stationen in der Türkei, Iran und Afghanistan Ende August Kabul. Durch den Beginn des Zweiten Weltkrieges und Schwarzenbachs Rückfall in die Drogensucht beendeten die Frauen ihre gemeinsame Reise, die noch bis Kafiristan geplant war, wo Maillart ethnologische Studien treiben wollte, vorzeitig. Maillart reiste allein nach Indien weiter. Sie verbrachte die Kriegsjahre mit spiritueller Einkehr unter Anleitung verschiedener hinduistischer Meister, darunter Sri Ramana Maharishi, im Süden Madras’. Von dort aus unternahm sie kurze Reisen nach Tibet und Nepal. Ausserdem machte sie aus den Filmaufnahmen, die sie während der Afghanistan-Reise gemacht hatte, den Dokumentarfilm Nomades afghanes. In den Jahren 1943 bis 1945 schrieb sie in Indien den Reisebericht The cruel way über die Afghanistan-Reise mit Schwarzenbach.
Nach ihrer Rückkehr nach Europa 1945 liess sich Ella Maillart in Genf nieder. 1946 besuchte sie zum ersten Mal Chandolin, ein Dorf in den Walliser Alpen. Ab 1948 verbrachte sie alljährlich sechs Monate dort. 1951 reiste sie nach Nepal. Über diese Reise veröffentlichte sie 1955 das Buch Im Land der Sherpas. Während sie die folgenden Jahrzehnte hauptsächlich in der Schweiz lebte, unterbrach sie immer wieder ihre schriftstellerische Arbeit, um nach Asien zurückzukehren und als Reiseleiterin kleine Gruppen von Touristen in asiatische Länder zu begleiten. Im Allgemeinen machte sie zwei Reisen pro Jahr und bereiste bis 1987 Bhutan, China, Tibet, Java, Bali, Korea, Marokko, Ägypten und den Jemen.

## Nachlass
Ella Maillarts schriftlicher Nachlass wird von der Bibliothèque de Genève betreut, ihr fotografisches Werk vom Museum Photo Elysée in Lausanne. Ihre Dokumentarfilme liegen in der Sammlung der Cinémathèque Suisse in Lausanne. In Chandolin ist Ella Maillart eine Dauerausstellung gewidmet. In Karakol, Kirgisistan, gibt es eine Dauerausstellung ihrer Photographien im Ortsmuseum.
2025 hat der Exekutivrat der UNESCO in Paris der Aufnahme der Nachlässe der Schweizer Schriftstellerinnen Annemarie Schwarzenbach und Ella Maillart in das Register des Weltdokumentenerbes zugestimmt. Damit würdigt das Gremium zwei Pionierinnen des Reisetagebuchs.

## Ausstellungen
- 1990: Ella Maillart. Itinéraires, Musée de l’Elysée, Lausanne
- 1997: Hommage à Ella Maillart, Musée de l’Elysée, Lausanne
- 2003: Ella Maillart. Sur les routes de l'Orient, Musée de l’Elysée, Lausanne
- 2010: Ella Maillart. Une vie de voyage, Les Musées de la Mer et de la Castre, Cannes

## Werke
- Parmi la jeunesse russe, 1932. Deutsch: Ausser Kurs – Eine junge Schweizerin in der revolutionären Sowjetunion. 1989; Auf kühner Reise – Von Moskau in den Kaukasus. 2006.
- Des Monts célestes aux sables rouges, 1934. Deutsch: Turkestan Solo, 1938.
- Oasis interdites. De Pékin au Cachemire, 1938. Deutsch: Verbotene Reise – Von Peking nach Kaschmir, 1938.
- Gypsy afloat, 1942. Französisch: La Vagabonde des mers, 1991. Deutsch: Vagabundin des Meeres – Die Segelabenteuer einer Frau, 1991.
- Cruises and Caravans, 1942. Französisch: Croisières et caravanes, 1951. Deutsch: Leben ohne Rast – Eine Frau fährt durch die Welt. 1952.
- The Cruel Way, 1947. Französisch: La Voie cruelle, 1952. Deutsch: Auf abenteuerlicher Fahrt durch Iran und Afghanistan, 1948.
- Ti-Puss, 1951. Französisch: Ti-Puss ou l’Inde avec ma chatte, 1979. Deutsch: Ti-Puss – Drei Jahre in Südindien mit einer Katze als Kamerad, 1954.
- The Land of the Sherpas, 1955. Deutsch: Im Land der Sherpas, 2018.
- Cette réalité que j’ai pourchassée, 2003 (Briefe an ihre Eltern aus den Jahren 1925–1941).
- Envoyée spéciale en Mandchourie. 2009 (Reportagen über die Mandschurei aus dem Jahre 1934).
- Chandolin d’Anniviers. 2007 (Ella Maillarts Photos und Texte über das Walliser Bergdorf).

Fotobücher:
- La vie immédiate, 1991 (Fotoband mit Texten von Nicolas Bouvier).
- Ella Maillart au Népal. 1999 (Fotoband mit Texten von Daniel Girardin).
- Ella Maillart sur les routes de l’Orient. 2003 (Fotoband).

## Film und Video
- Ella Maillart, écrivain. Interview durch Bertil Galland. 54 min, Les Films Plans fixes, Lausanne, 1984.[19]
- La vie est un long fleuve tranquille, Ella Maillart bei Bernard Pivot, Fernsehsendung, 76 min, INA, France, 1989[20]
- Die Reise nach Kafiristan (2001), Buch und Regie: Fosco Dubini, Donatello Dubini – Vorlage: Der bittere Weg – Mit Annemarie Schwarzenbach unterwegs nach Afghanistan.
- Ella Maillart: Double Journey, Dokumentarfilm von Mariann Lewinsky und Antonio Bigini, 40 Minuten, 2015.[21][22]
- Les voyages extraordinaires d'Ella Maillart, Dokumentarfilm von Raphaël Blanc, 52 Minuten, 2017[23] (Online).

## Auszeichnungen und Ehrungen

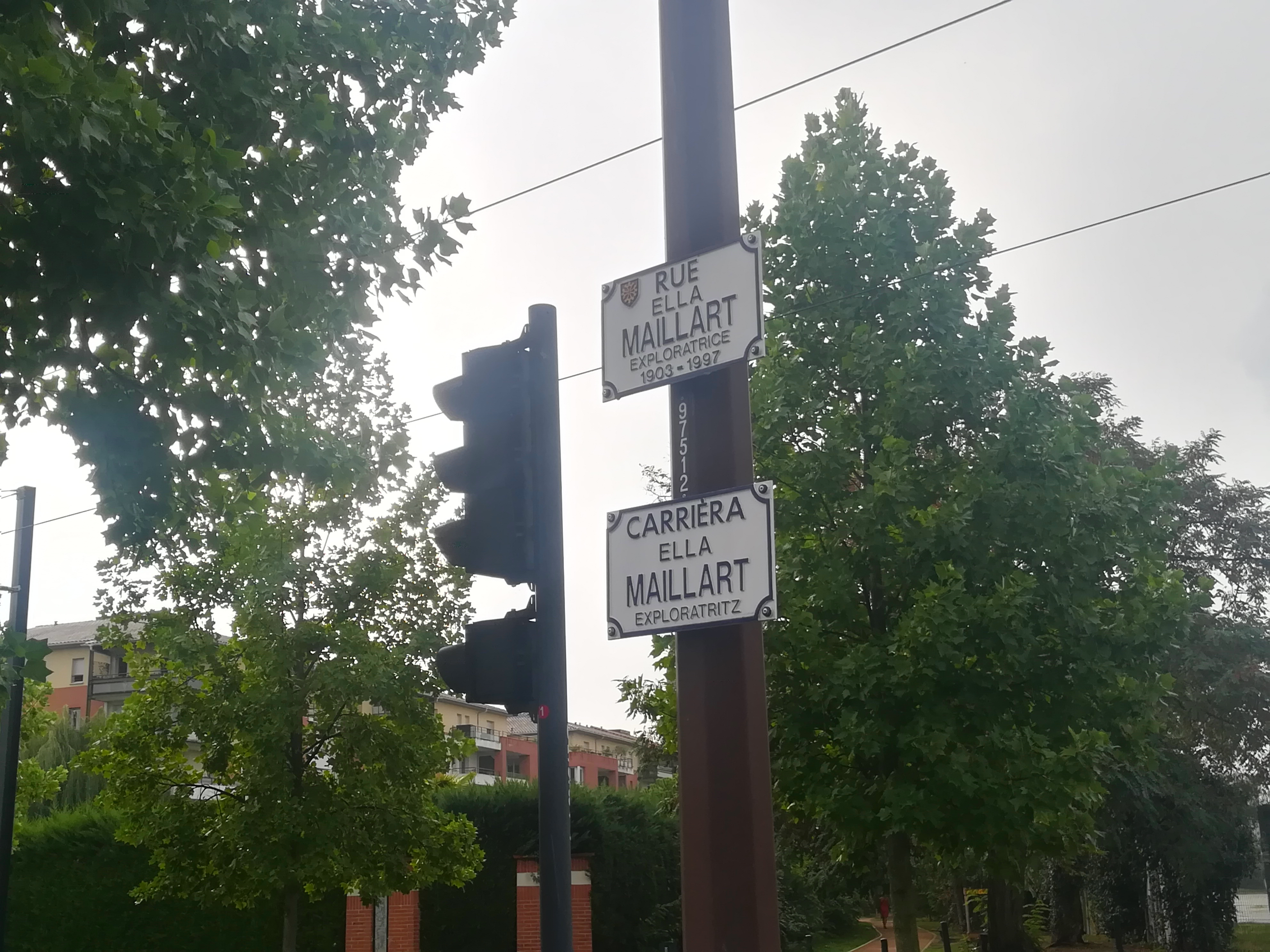
Rue Ella Maillart in Toulouse

- 1936 Prix Aymar de Liedekerke-Beaufort[1]
- 1953 Schillerpreis der Schweizerischen Schillerstiftung für La Voie Cruelle[1][24]
- 1957 Sir Percy Sykes Memorial Medal der Royal Society for Asian Affairs[1]
- 1987 Prix quadriennal de la Ville de Genève[1]
- 1989 Prix Alexandra David-Neel[1]
- 1993 UBS Kulturstiftung
- 1994 Prix Léon Dewez der Société de Géographie de Paris[1]
- In Massy, Toulouse, Vannes und Genf sind Straßen nach Ella Maillart benannt.
- In Genf ist die Ecole de culture générale Ella-Maillart nach ihr benannt.[25]
- 2025: Aufnahme des Nachlasses im Register des Weltdokumentenerbes der UNESCO